# 布瓦纪尧姆-比奥雷勒
布瓦纪尧姆-比奥雷勒（法語：Bois-Guillaume-Bihorel，法語發音：[bwa ɡijom biɔʁɛl]）是法国滨海塞纳省的一个曾短暂存在过的市镇，属于鲁昂区。布瓦纪尧姆-比奥雷勒于2012年1月1日由市镇布瓦纪尧姆和比奥雷勒合并而成。2014年1月1日，布瓦纪尧姆-比奥雷勒拆分回原来的两市镇。

## 地理
布瓦纪尧姆-比奥雷勒（49°27'41"N, 1°6'33"E）面积11.36 平方千米，位于法国诺曼底大区滨海塞纳省，该省份为法国北部沿海省份，其西部及北部濒大西洋英吉利海峡，东起顺时针与索姆省、瓦兹省、厄尔省和卡爾瓦多斯省接壤。
与布瓦纪尧姆-比奥雷勒接壤的市镇（或旧市镇、城区）包括：乌普维尔。
布瓦纪尧姆-比奥雷勒的时区为UTC+01:00、UTC+02:00（夏令时）。

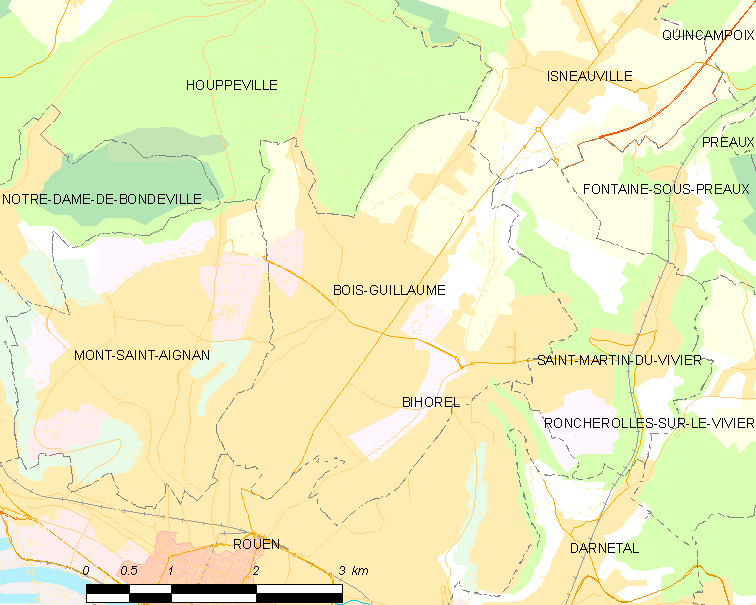
布瓦纪尧姆-比奥雷勒的OSM定位图

## 行政
布瓦纪尧姆-比奥雷勒的邮政编码为76230，INSEE市镇编码为76108。

## 政治
布瓦纪尧姆-比奥雷勒所属的省级选区为布瓦纪尧姆县。

## 人口
布瓦纪尧姆-比奥雷勒于2011年1月1日时的人口数量为21107人。